# Sable
Sable (Sable Island) je ostrov v Atlantském oceánu, nacházející se 175 km od pobřeží poloostrova Nové Skotsko a náležející Kanadě. Ostrov má tvar protáhlého srpku, je dlouhý 42 km a maximální šířka činí 1,5 km. V důsledku eroze ostrov mění tvar i polohu, posouvá se k východu tempem asi 200 metrů ročně.

## Geografie
Ostrov je tvořen výhradně písčitými dunami, které se nahromadily na kontinentálním šelfu v důsledku pohybů Laurentidského ledovce před zhruba dvaceti tisíci lety. Název ostrova pochází z francouzského výrazu pro písek sable. Terén je plochý a porostlý kamýšem, pokusy o výsadbu stromů nebyly úspěšné. Na ostrově se nachází několik pramenů s pitnou vodou a brakické jezero Lake Wallace. Podnebí je typicky oceánské, se srážkami přes 1500 mm ročně a průměrnou teplotou 7,5 °C, přičemž v létě teplota jen zřídka překračuje 20 °C a v zimě se pohybuje okolo bodu mrazu. Časté jsou mlhy a vichřice. Faunu tvoří především zvláštní rasa zakrslých koní, zdivočelých potomků koní dovezených na ostrov v polovině 18. století z Akádie, odkud Britové vyhnali původní francouzsky mluvící obyvatelstvo. Počet kusů se odhaduje na zhruba čtyři stovky. Na pobřeží žije tuleň kuželozubý, izolovaný kousek pevniny využívají také k hnízdění mořští ptáci, mezi nimiž převažuje rybák dlouhoocasý.

## Historie
Za objevitele ostrova je pokládán Portugalec João Álvares Fagundes roku 1521. V roce 1598 založili Francouzi na Sable osadu, která však do pěti let zanikla. Kvůli zrádným okolním mělčinám a častým bouřím se ostrov stal známým hřbitovem lodí: jejich počet se vzhledem k poloze ostrova na frekventované námořní trase odhaduje na tři sta padesát, k poslednímu ztroskotání došlo v roce 1947. Množství tragických událostí vedlo v roce 1801 k vybudování majáku a záchranné stanice, která fungovala do roku 1958, kdy byl také provoz majáku zautomatizován. V současnosti je jedinými lidmi na ostrově personál vědecké stanice otevřené roku 1871, sloužící k předpovídání počasí a výzkumu atmosféry. Spojení s pevninou zajišťuje místní heliport, návštěva je možná pouze na zvláštní povolení. V roce 1999 byla v moři okolo ostrova Sable zahájena těžba zemního plynu. V roce 2013 byl ostrov zařazen mezi národní parky v Kanadě.

## V kultuře
Sebastian Junger zasadil do okolí Sable děj své knihy Dokonalá bouře, inspirované velkým hurikánem z října 1991, kterou roku 2000 zfilmoval Wolfgang Petersen s Georgem Clooneym v hlavní roli. Fotograf Roberto Dutesco vydal knihu snímků ostrova a místních divokých koní, kteří se objevili také na kanadských poštovních známkách a pamětních mincích. Námořní muzeum v Halifaxu věnovalo ostrovu velkou expozici, jejíž součástí jsou také zbytky zde nalezených lodních vraků.